# Sky Park
Sky Park je obytná a administrativní čtvrť na bratislavském Starém Městě. Projekt s rozlohou 5,5 hektarů realizovala firma Penta Investments na území bývalé průmyslové čtvrti Čulenova. Areál zahrnuje celkem pět výškových budov o výškách 89, 116 a třikrát 108 metrů. Nachází se v nich kolem 700 bytů. Ty se rozprostírají kolem památkově chráněného objektu Jurkovičovy Teplárny, který prošel konverzní na kancelářské prostory. Budovy byly navrženy britskou architektonickou kanceláří Zaha Hadid Architects. Jejich okolí tvoří park se zvlněným terénem, za jehož návrhem stojí slovenský ateliér Marko&Placemakers.
Celková investice do projektu byla v přepočtu přibližně 2,7 miliard korun.

## Historie
Pozemky pro stavbu byly Pentou odkoupeny od Bratislavské teplárenské v lednu 2008.
V lednu 2017 byla zahájena výstavba první etapy projektu, ta zahrnuje výstavbu tří třicetipatrových rezidenčních budov s více než 700 byty, parkovacími místy a plochami pro občanskou vybavenost. Byla dokončena kolem roku 2019. V druhé etapě Penta postavila dvě administrativní budovy s celkovou pronajímatelnou plochou přes 55 000 m².